# Richard Neutra
Richard Joseph Neutra (ur. 8 kwietnia 1892 w Wiedniu, zm. 16 kwietnia 1970 w Wuppertalu) – amerykański architekt modernistyczny pochodzenia austriackiego, autor kilkudziesięciu rezydencji i domów jednorodzinnych.

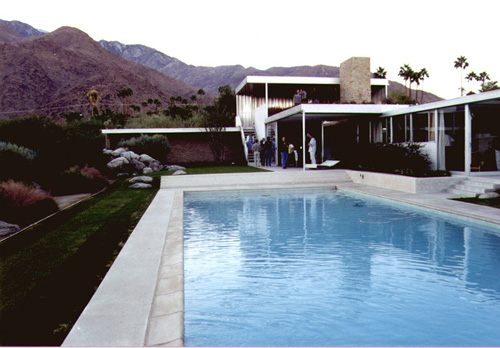
R. Neutra:
Dom Kaufmanna w Palm Springs

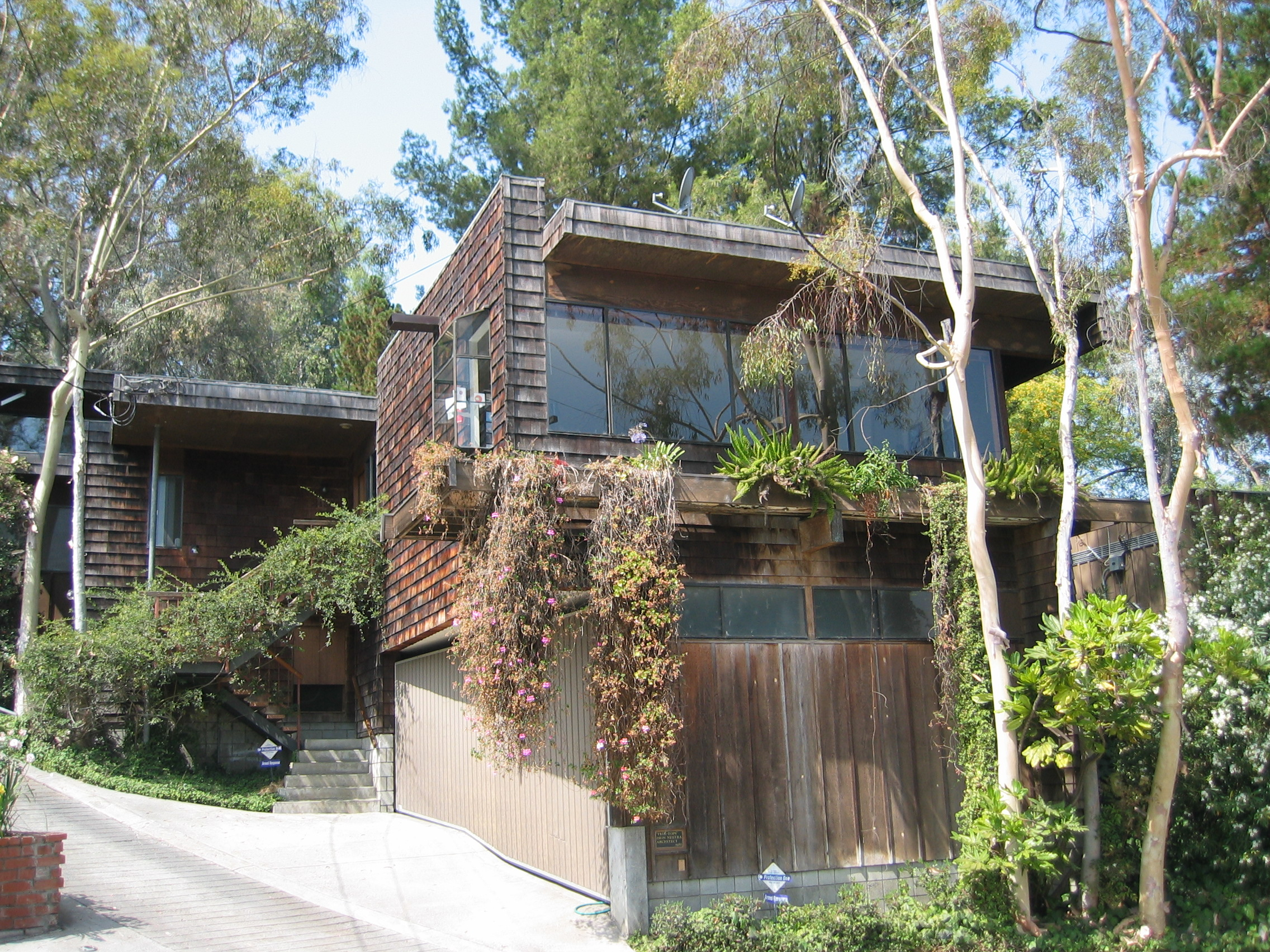
R. Neutra i D. Neutra:
Willa Tree tops

Neutra fascynował się jeszcze w czasie studiów architekturą Adolfa Loosa i Franka Lloyd Wrighta. Na początku lat 20. krótko pracował u Mendelsohna. W 1923 wyemigrował do Stanów Zjednoczonych śladami swojego rodaka Rudolfa Schindlera, wraz z którym przez kilka miesięcy był współpracownikiem Wrighta. Od 1925 prowadził własną pracownię i realizował pierwsze własne samodzielne projekty domów jednorodzinnych, przykładając dużą uwagę do indywidualnych życzeń i potrzeb prywatnych inwestorów. Jednocześnie prowadził rozważania teoretyczne i prace badawcze nad nowymi materiałami i technologiami. Swój dom własny wybudował jako rodzaj obiektu eksperymentalnego. W 1930 w czasie podróży do Europy prowadził wykłady w Bauhausie.
Projekty Neutry wynoszą wiele ze szkoły Wrighta, pozbawione są jednak jawnych ozdobników, znacznie lżejsze i bardziej abstrakcyjne, a przez to bardziej zbliżone do stylu międzynarodowego. Humanistyczna i wpisana w krajobraz, lecz z drugiej strony dość rygorystyczna formalnie architektura Neutry prezentowała w latach 50. i 60. nowoczesną stronę południowokalifornijskiego stylu życia. Duży wpływ na architekturę willową Kalifornii wywarł projekt Case studies, seria modelowych domów dla różnorodnych odbiorców, do którego Neutra wniósł znaczny wkład. Neutra zasłużył się też jako autor nowego modelu szkoły, w której ogród stanowi bezpośrednie przedłużenie klasy i oddzielony jest od niej jedynie przesuwną szklaną ścianą.
W 1947 powstało najsłynniejsze dzieło Neutry – dom letni Kaufmannów z szeroko rozpostartymi szklano-aluminiowymi traktami, altaną-belwederem na dachu i basenem, w którego tafli odbija się budynek. Od lat 50. Neutra projektował także w Europie: we Francji, w Szwajcarii i w Niemczech, gdzie wzniósł kilka osiedli.
Charakterystycznym detalem domów Neutry jest pajęcza noga (ang. spider leg), podparcie przedłużonej płaszczyzny dachu na wybiegającej poza jej obrys (i kubaturę budynku) belce, spoczywającej na słupie. W ten sposób zarówno szklana elewacja, jak i wnętrze są wolne od tego elementów konstrukcyjnego, a zewnętrzna konstrukcja daje wrażenie ciągłości z wewnętrznymi ścianami i słupami.

## Wybrane dzieła
- House Lovell, Los Angeles, 1927–1929
- VDL Research House (dom własny), Los Angeles, 1932, odbudowa po pożarze według nowego projektu 1966
- Corona School, Bell w Kalifornii, 1935
- House Kaufmann, Palm Springs, 1947
- Case studies, Kalifornia, 1946–1950
- Haus Rang, Königstein im Taunus, Niemcy, 1961